# Langju (ort i Kina, Jiangxi Sheng, lat 27,87, long 116,65)
Langju är en ort i Kina. Den ligger i provinsen Jiangxi, i den sydöstra delen av landet, omkring 120 kilometer sydost om provinshuvudstaden Nanchang. Antalet invånare är 26 617. Befolkningen består av 12 505 kvinnor och 14 112 män. Barn under 15 år utgör 23,0 %, vuxna 15-64 år 70 %, och äldre över 65 år 6,0 %.
Runt Langju är det ganska tätbefolkat, med 192 invånare per kvadratkilometer. Langju är det största samhället i trakten. Trakten runt Langju består till största delen av jordbruksmark.
Genomsnittlig årsnederbörd är 2 563 millimeter. Den regnigaste månaden är juni, med i genomsnitt 466 mm nederbörd, och den torraste är oktober, med 21 mm nederbörd.